# William Babington
Pour les articles homonymes, voir Babington.
William Babington (21 mai 1756 - 29 avril 1833) est un médecin et  minéralogiste  anglo-irlandais.

## Biographie
William Babington est né à Portglenone, près de Coleraine, Antrim, Irlande. Il est le fils du révérend Humphrey  Babington, l'arrière-arrière-petit-fils de Brutus Babington (envoyé en Irlande par James VI) et son épouse Anne (née Buttle). Il fait ses études de médecine chez un praticien à Londonderry et les complète ensuite au Guy's Hospital de Londres, mais sans obtenir  de diplôme en médecine. En 1777, il est nommé chirurgien adjoint à l'hôpital Haslar (Naval) et occupe ce poste pendant quatre ans. Il obtient ensuite le poste d'apothicaire au Guy's Hospital et enseigne la chimie à l'école de médecine. Il démissionne du poste d'apothicaire et, après avoir obtenu le diplôme de docteur en médecine de l'Université d'Aberdeen en 1795, il est élu médecin au Guy's Hospital.
Babington est médecin au Guy's Hospital de 1795 à 1811. Il est un des membres fondateurs de la Geological Society of London dont il est président de 1822 à 1824. Il est élu   Fellow de la Royal Society en 1805.
Il est le conservateur de l'énorme collection de minéraux de John Stuart, 3ème comte de Bute. Quand Bute meurt en 1792, Babington achète la collection. Le minéral babingtonite porte son nom.
William et Martha Elizabeth Babington se marient avant 1794 et ont quatre fils et quatre filles entre 1794 et 1810. Babington meurt le 29 avril 1833. Il est enterré à Saint-Mary Aldermanbury à Londres. Il laisse un fils, Benjamin Guy Babington, également médecin au Guy's Hospital, et une fille, Martha, qui épouse le docteur  Richard Bright .
Une statue de Babington réalisée par William Behnes (1795-1864) est dans la Cathédrale Saint-Paul à Londres.
 Anthony Babington, le politicien d'Irlande est un descendant direct.

## Publications sélectionnées
- Un arrangement systématique des minéraux, fondé sur l'examen conjoint de leurs caractères chimiques, physiques et externes, réduit à la forme de tableaux, 1796, Londres, T. Cox.
- Un nouveau système de minéralogie, sous la forme d'un catalogue, à la manière du catalogue systématique de Baron Born de la collection de fossiles de Mlle Éléonore de Raab, 1799, Londres, T. Bensley.